# 欧州文化首都

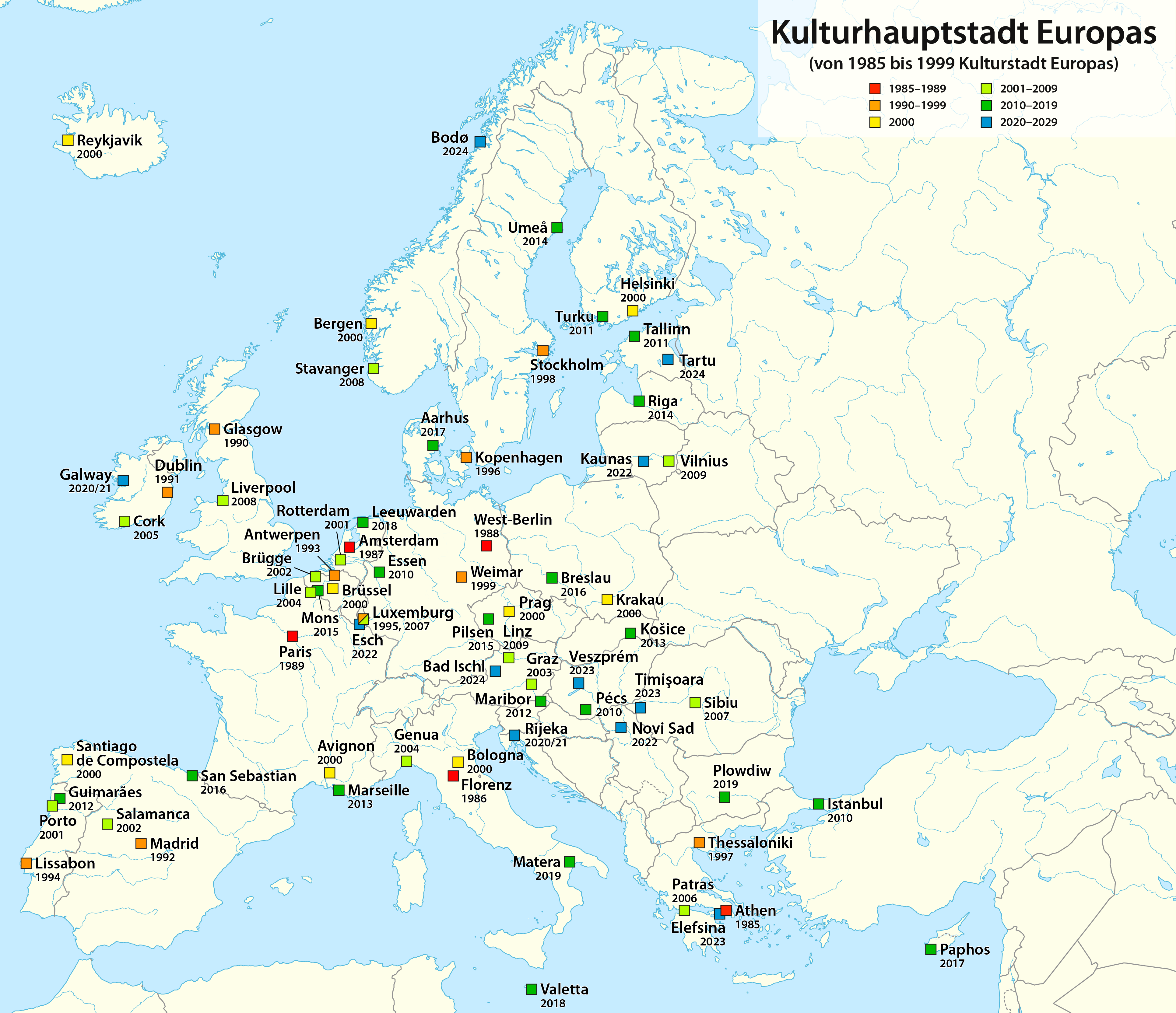
欧州文化都市および欧州文化首都に選ばれた都市の位置

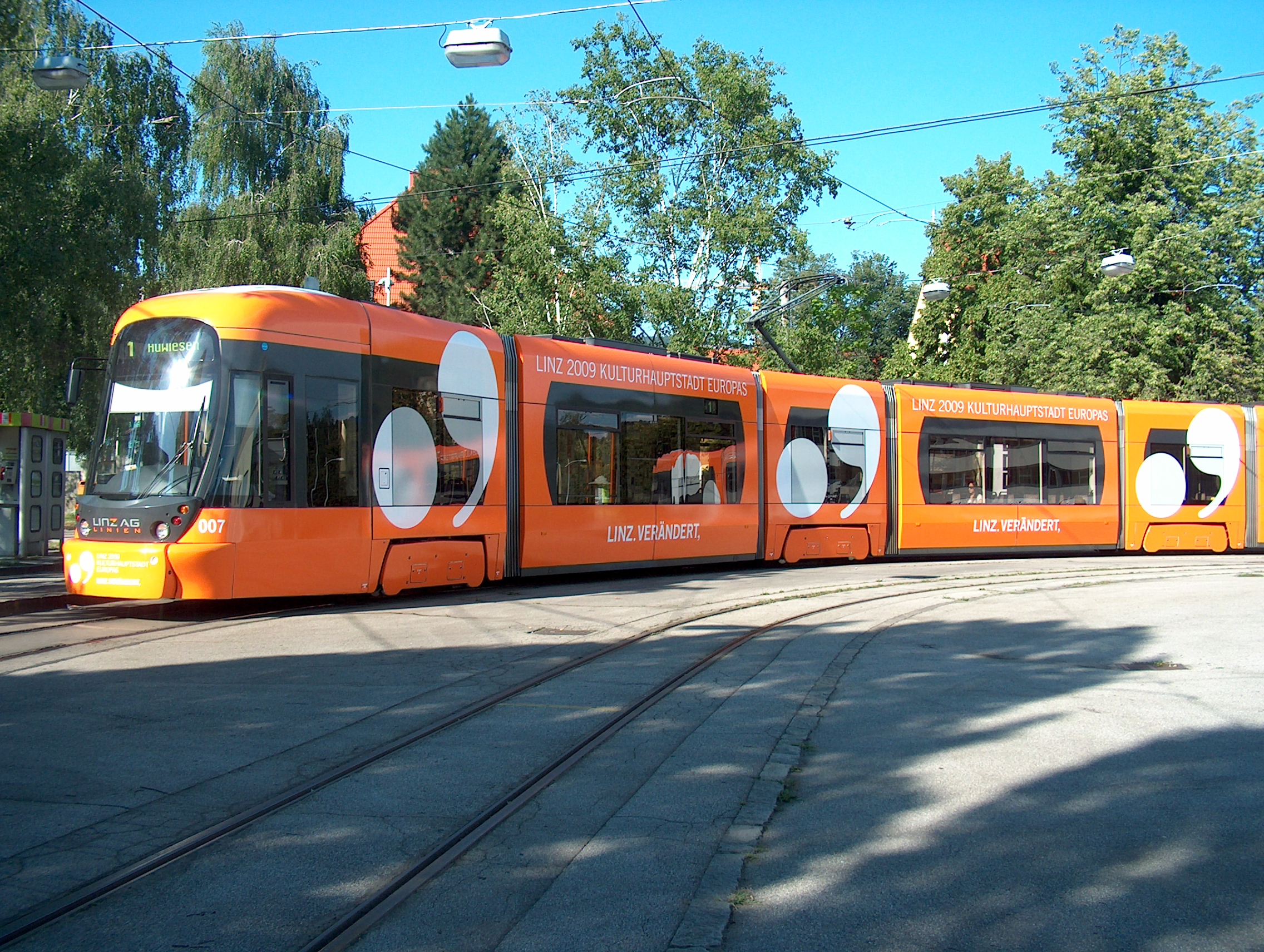
2009年 欧州文化首都のシンボルを側面に描いたリンツの路面電車

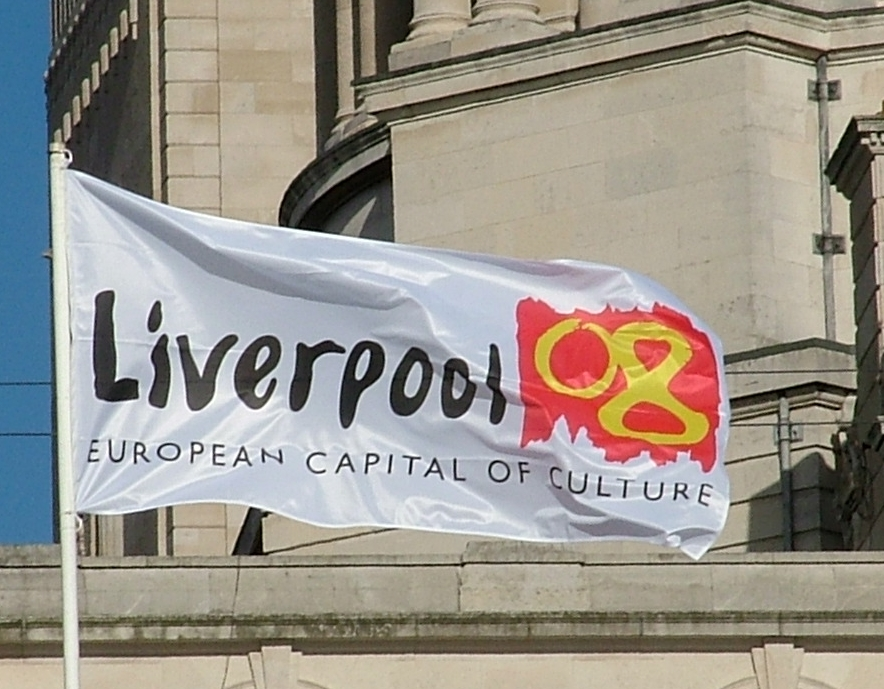
2008年 欧州文化首都リヴァプールのバナー

欧州文化首都（おうしゅうぶんかしゅと、英: European Capital of Culture、仏: capitale européenne de la culture）は、欧州連合 (EU) が指定した都市で、一年間にわたり集中的に各種の文化行事を展開する事業。

## 歴史
当初、欧州文化都市（英: European City of Culture、仏: ville européenne de la culture）と呼ばれていたこの事業は、1983年にギリシャの文化大臣メリナ・メルクーリが提唱し、1985年にアテネを最初の指定都市として始まった。当初は、加盟国を一つずつ巡回する形で行われ、順番にあたる国の政府が開催都市を決定した。初めは各国の首都など、文字どおり欧州を文化面で代表する都市が選ばれることが多かったが、やがて単なる文化事業ではなく、観光客の誘引など経済効果も大きい事業として注目されるようになると、都市開発の契機とすることを企図して、比較的知名度やイメージが見劣りする経済的に停滞した都市などを選ぶ例が増えていった。特に文化が都市と周辺地域の長期的な文化ベースの開発戦略の一部として組み込まれている場合、欧州文化首都は社会的および経済的利益を大幅に最大化すると考えられている。
1999年、名称が欧州文化都市から欧州文化首都に変更された。
欧州連合拡大に伴いこの事業の導入希望が増えたことを受け、2000年には一挙に9都市が指定され、その後も年次によっては複数の都市が指定されるようになった。2011年より、文化首都に選ばれた別個の国の二都市は協力して活動し、協力してイベントを運営している。
文化首都に選ばれるためには、欧州全体の文化の特徴を備えた文化プログラムを計画し、またそのイベントにはその都市の市民の参加も不可欠である。選ばれるイベントのテーマや芸術家や運営者も欧州各国から集まったものでなくてはならず、またプログラム自身もその都市の長期的な文化、経済、社会発展に継続的な効果のあるものでなくてはならないとされている。
2021年度（新型コロナウイルス感染症の世界的流行により、実際には2022年度）から、EU加盟候補国（アルバニア、モンテネグロ、北マケドニア、セルビア、トルコ）、加盟候補国となる可能性がある諸国（ボスニア・ヘルツェゴビナ、コソボ）および欧州自由貿易連合 (EFTA) 加盟国（アイスランド、リヒテンシュタイン、ノルウェー、スイス）の都市からも、3年に1度欧州文化首都が選ばれることになった。選考は、立候補した都市のオープンコンペ方式による。

## 欧州文化首都の一覧
| 年                 | 都市名                           | 国名                | ウェブサイト                                                        |
| 欧州文化都市       | 欧州文化都市                     | 欧州文化都市        | 欧州文化都市                                                        |
| ------------------ | -------------------------------- | ------------------- | ------------------------------------------------------------------- |
| 1985年             | アテネ                           | ギリシャ            |                                                                     |
| 1986年             | フィレンツェ                     | イタリア            |                                                                     |
| 1987年             | アムステルダム                   | オランダ            |                                                                     |
| 1988年             | 西ベルリン                       | 西ドイツ            |                                                                     |
| 1989年             | パリ                             | フランス            |                                                                     |
| 1990年             | グラスゴー                       | イギリス            |                                                                     |
| 1991年             | ダブリン                         | アイルランド        |                                                                     |
| 1992年             | マドリード                       | スペイン            |                                                                     |
| 1993年             | アントウェルペン                 | ベルギー            |                                                                     |
| 1994年             | リスボン                         | ポルトガル          |                                                                     |
| 1995年             | ルクセンブルク市                 | ルクセンブルク      |                                                                     |
| 1996年             | コペンハーゲン                   | デンマーク          |                                                                     |
| 1997年             | テッサロニキ                     | ギリシャ            |                                                                     |
| 1998年             | ストックホルム                   | スウェーデン        |                                                                     |
| 欧州文化首都       |                                  |                     |                                                                     |
| 1999年             | ヴァイマル                       | ドイツ              |                                                                     |
| 2000年             | ブリュッセル                     | ベルギー            |                                                                     |
| 2000年             | アヴィニョン                     | フランス            |                                                                     |
| 2000年             | サンティアゴ・デ・コンポステーラ | スペイン            |                                                                     |
| 2000年             | ボローニャ                       | イタリア            |                                                                     |
| 2000年             | ベルゲン                         | ノルウェー          |                                                                     |
| 2000年             | クラクフ                         | ポーランド          |                                                                     |
| 2000年             | ヘルシンキ                       | フィンランド        |                                                                     |
| 2000年             | レイキャヴィーク                 | アイスランド        |                                                                     |
| 2000年             | プラハ                           | チェコ              |                                                                     |
| 2001年             | ロッテルダム                     | オランダ            |                                                                     |
| 2001年             | ポルト                           | ポルトガル          |                                                                     |
| 2002年             | サラマンカ                       | スペイン            |                                                                     |
| 2002年             | ブルッヘ                         | ベルギー            |                                                                     |
| 2003年             | グラーツ                         | オーストリア        | graz03.at                                                           |
| 2004年             | リール                           | フランス            |                                                                     |
| 2004年             | ジェノヴァ                       | イタリア            |                                                                     |
| 2005年             | コーク                           | アイルランド        | cork2005.ie                                                         |
| 2006年             | パトラ                           | ギリシャ            |                                                                     |
| 2007年             | シビウ                           | ルーマニア          | sibiu2007.ro                                                        |
| 2007年             | ルクセンブルク市                 | ルクセンブルク      |                                                                     |
| 2008年             | スタヴァンゲル                   | ノルウェー          | stavanger2008.no                                                    |
| 2008年             | リヴァプール                     | イギリス            | liverpool08.com                                                     |
| 2009年             | ヴィリニュス                     | リトアニア          | culturelive.vilnius.lt                                              |
| 2009年             | リンツ                           | オーストリア        | linz09.at                                                           |
| 2010年             | エッセン                         | ドイツ              | ruhr2010.de                                                         |
| 2010年             | ペーチ                           | ハンガリー          | en.pecs2010.hu                                                      |
| 2010年             | イスタンブール                   | トルコ              | istanbul2010.org                                                    |
| 2011年             | トゥルク                         | フィンランド        | turku2011.fi                                                        |
| 2011年             | タリン                           | エストニア          | tallinn2011.ee                                                      |
| 2012年             | ギマランイス                     | ポルトガル          | guimaraes2012.pt                                                    |
| 2012年             | マリボル                         | スロベニア          | maribor2012.info                                                    |
| 2013年             | マルセイユ                       | フランス            | marseille-provence2013.fr                                           |
| 2013年             | コシツェ                         | スロバキア          | kosice2013.sk                                                       |
| 2014年             | ウメオ                           | スウェーデン        | umea2014.se                                                         |
| 2014年             | リガ                             | ラトビア            | riga2014.org                                                        |
| 2015年             | モンス                           | ベルギー            | mons2015.eu                                                         |
| 2015年             | プルゼニ                         | チェコ              | plzen2015.net                                                       |
| 2016年             | サン・セバスティアン             | スペイン            | sansebastian2016.eu                                                 |
| 2016年             | ヴロツワフ                       | ポーランド          | wro2016.pl                                                          |
| 2017年             | オーフス                         | デンマーク          | aarhus2017.dk/                                                      |
| 2017年             | パフォス                         | キプロス            | pafos2017.eu/                                                       |
| 2018年             | レーワルデン                     | オランダ            | 2018.nl                                                             |
| 2018年             | バレッタ                         | マルタ              | valletta2018.org                                                    |
| 2019年             | マテーラ                         | イタリア            | matera-basilicata2019.it/                                           |
| 2019年             | プロヴディフ                     | ブルガリア          | plovdiv2019.eu/                                                     |
| 2020年 - 2021年4月 | ゴールウェイ                     | アイルランド        | galway2020.ie/                                                      |
| 2020年 - 2021年4月 | リエカ                           | クロアチア          | rijeka2020.eu                                                       |
| 2022年             | カウナス                         | リトアニア          | kaunas2022.eu/                                                      |
| 2022年             | エシュ＝シュル＝アルゼット       | ルクセンブルク      | esch2022.lu/                                                        |
| 2022年             | ノヴィ・サド                     | セルビア            | novisad2021.rs/（新型コロナウイルス感染症の世界的流行による延期）   |
| 2023年             | ヴェスプレーム                   | ハンガリー          | veszprembalaton2023.hu                                              |
| 2023年             | ティミショアラ                   | ルーマニア          | timisoara2021.ro/（新型コロナウイルス感染症の世界的流行による延期） |
| 2023年             | エレウシス                       | ギリシャ            | 2023eleusis.eu/（新型コロナウイルス感染症の世界的流行による延期）   |
| 2024年             | タルトゥ                         | エストニア          | tartu2024.ee/                                                       |
| 2024年             | バート・イシュル                 | オーストリア        | salzkammergut-2024.at/                                              |
| 2024年             | ボードー                         | ノルウェー          | bodo2024.no/                                                        |
| 2025年             | ノヴァ・ゴリツァ / ゴリツィア    | スロベニア イタリア | go2025.eu/                                                          |
| 2025年             | ケムニッツ                       | ドイツ              | chemnitz2025.de/                                                    |
| 2026年             | トレンチーン                     | スロバキア          | trencin2026.sk/                                                     |
| 2026年             | オウル                           | フィンランド        | oulu2026.eu/                                                        |
| 2027年             | リエパーヤ                       | ラトビア            | liepaja2027.lv/                                                     |
| 2027年             | エヴォラ                         | ポルトガル          | evora2027.com/                                                      |
| 2028年             | （未定）                         | チェコ              |                                                                     |
| 2028年             | （未定）                         | フランス            |                                                                     |
| 2029年             | （未定）                         | ポーランド          |                                                                     |
| 2029年             | （未定）                         | スウェーデン        |                                                                     |
| 2030年             | （未定）                         | キプロス            |                                                                     |
| 2030年             | （未定）                         | ベルギー            |                                                                     |
| 2030年             | （未定）                         | （未定）            |                                                                     |
| 2031年             | （未定）                         | マルタ              |                                                                     |
| 2031年             | （未定）                         | スペイン            |                                                                     |
| 2032年             | （未定）                         | ブルガリア          |                                                                     |
| 2032年             | （未定）                         | デンマーク          |                                                                     |
| 2033年             | （未定）                         | オランダ            |                                                                     |
| 2033年             | （未定）                         | イタリア            |                                                                     |
| 2033年             | （未定）                         | （未定）            |                                                                     |